# Letnie Grand Prix w skokach narciarskich w Kuopio
Letnie Grand Prix w skokach narciarskich w Kuopio – zawody w skokach narciarskich, rozegrane w ramach Letniego Grand Prix na skoczni Puijo w fińskim Kuopio.

## Podia poszczególnych konkursów LGP w Kuopio
| Lp | Data             | Punkt K | Uwagi | 1. miejsce       | 2. miejsce         | 3. miejsce      |
| -- | ---------------- | ------- | ----- | ---------------- | ------------------ | --------------- |
| 1. | 19 sierpnia 1995 | K-90    | –     | Kazuyoshi Funaki | Andreas Goldberger | Bruno Reuteler  |
| 2. | 9 sierpnia 2000  | K-120   | –     | Janne Ahonen     | Noriaki Kasai      | Matti Hautamäki |